# Homero Leite Meira

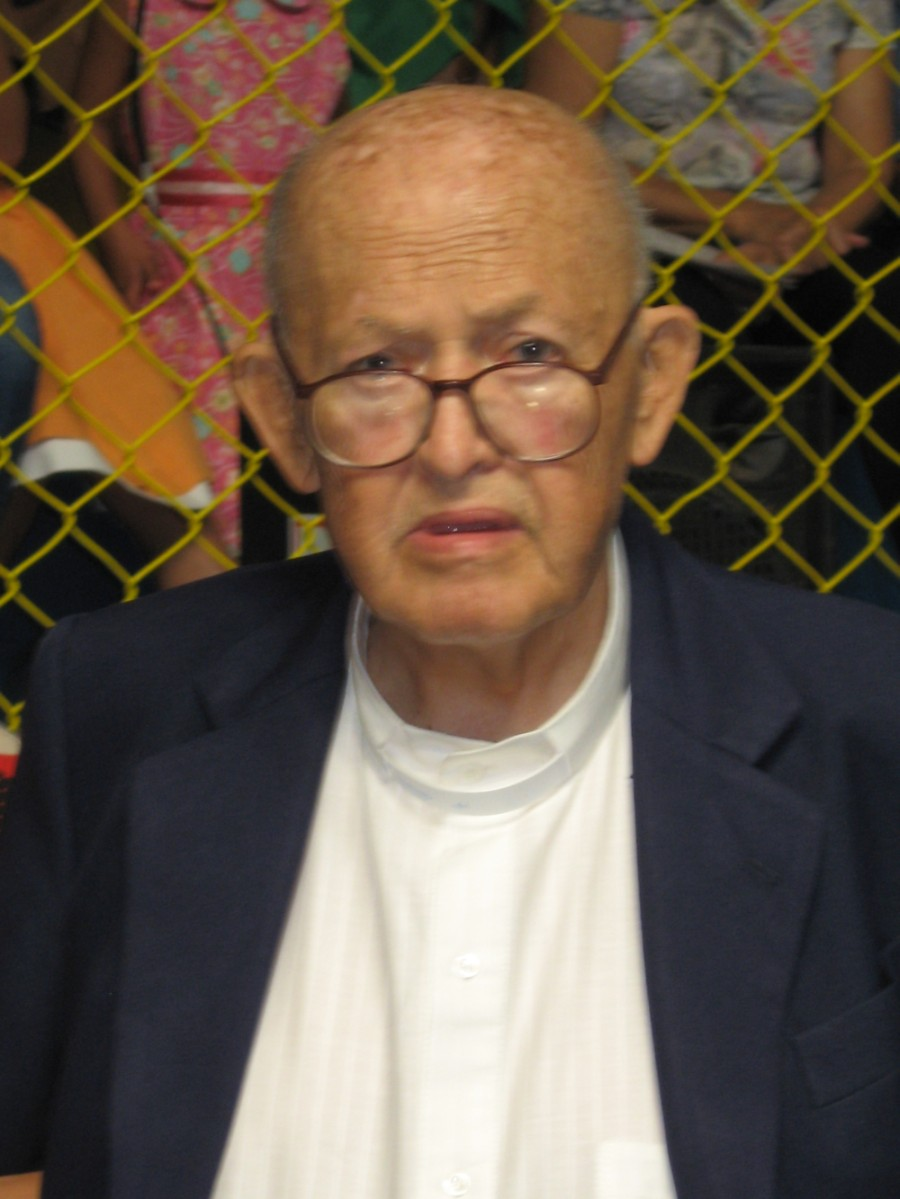
Homero Leite Meira

Homero Leite Meira (* 2. Dezember 1931 in Brumado, Bahia; † 8. Mai 2014 in Caetité, Bahia) war ein brasilianischer Geistlicher und Bischof von Irecê.

## Leben
Homero Leite Meira empfing am 8. Dezember 1955 die Priesterweihe. Er war Direktor des Priesterseminars von Caetité und Pfarrer in den Städten Urandi und Candeúba.
Papst Johannes Paul II. ernannte ihn am 7. November 1978 zum ersten Bischof des mit gleichem Datum errichteten Bistums Itabuna. Der Bischof von Caetité, Eliseu Maria Gomes de Oliveira OCarm, spendete ihm am 27. Dezember desselben Jahres die Bischofsweihe; Mitkonsekratoren waren José Terceiro de Sousa, emeritierter Bischof von Penedo, und Valfredo Bernardo Tepe OFM, Bischof von Ilhéus. Sein bischöfliches Motto war Licht der Herzen. Er sorgte sich insbesondere um Pflege der Armen und Kranken und engagierte sich für die Seelsorge in Gefängnissen und Krankenhäusern.
Am 24. September 1980 wurde er zum ersten Bischof des neuerrichteten Bistums Irecê ernannt. Am 13. Juni 1983 nahm Johannes Paul II. seinen vorzeitigen Rücktritt aus gesundheitlichen Gründen an.